# Герб комуни Мункедаль
Герб комуни Мункедаль (швед. Munkedals kommunvapen) — символ шведської адміністративно-територіальної одиниці місцевого самоврядування комуни Мункедаль. 

## Історія
Герб комуни офіційно зареєстровано 1983 року.

## Опис (блазон)
У синьому полі скошені навхрест срібні гусяче перо та сувій паперу.

## Зміст
Сувій паперу символізує місцеву паперову фабрику. Гусяче перо уособлює монахів, від яких походить назва містечка і комуни (швед. munk= чернець).     